# コアップガラナ

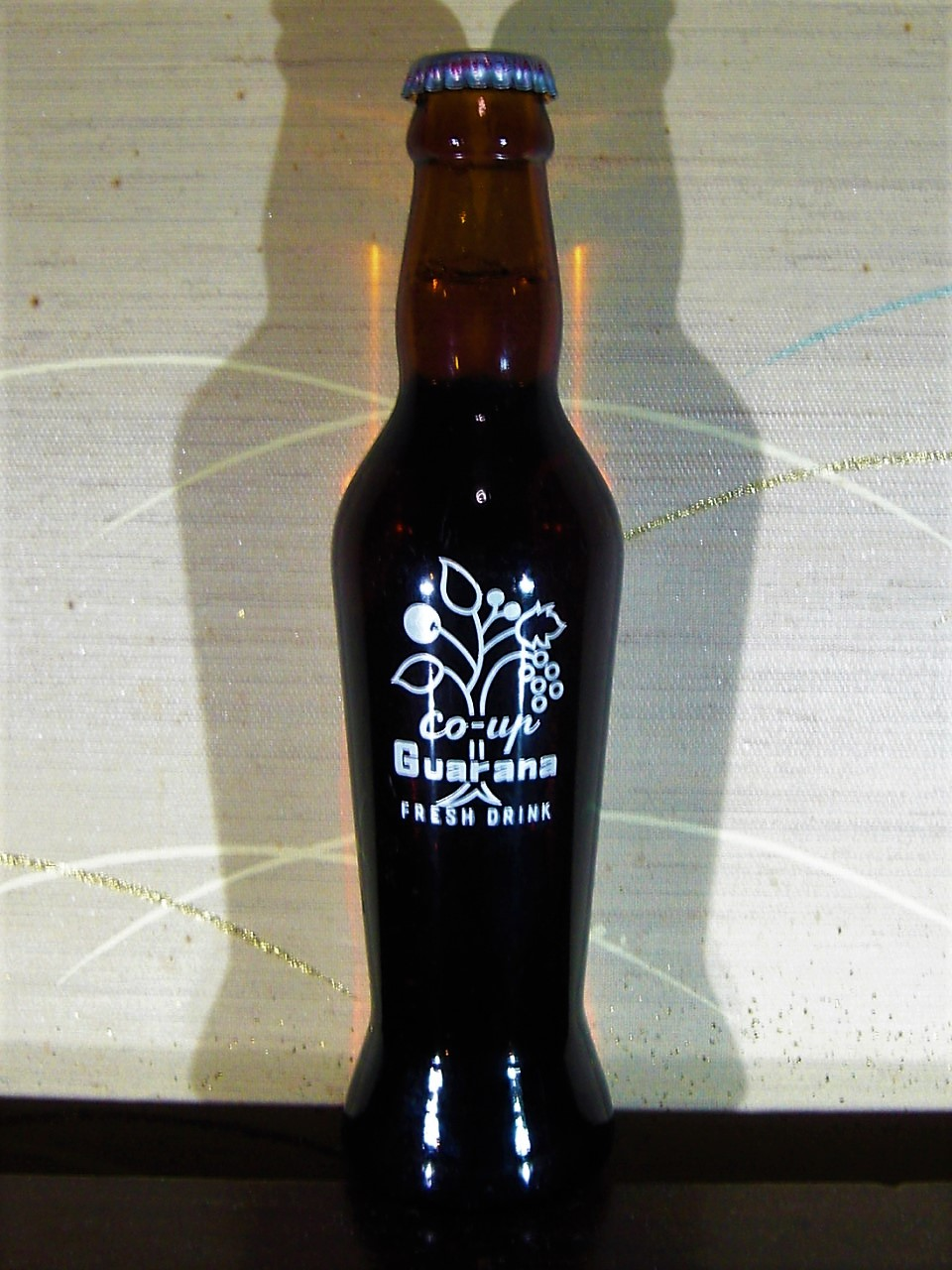
1960年発売時のコアップガラナリターナブル瓶入り製品(カゴメ食品製造)
1960年製の瓶だけ片仮名表記が無い
2017年現在販売されている復刻版はプロポーションが異なる

コアップガラナ（Co-up Guarana）は、ガラナを原材料に誕生した清涼飲料水（ガラナ飲料）のこと。

## 概要
ブラジル大使館の指導のもと、全国清涼飲料協同組合連合会（現在では、「日本コアップ（株）」として独立）が、「コアップガラナ」を統一商標とし、全国の中小飲料水製造業者が日本人の味覚にあうよう多少のリメイクを加え、炭酸飲料として製造販売したのが第1号である。コカ・コーラ社が全国にボトラー網を構築している頃であり、コカ・コーラに対抗できる清涼飲料水ということでガラナに白羽の矢が立ったといわれている。ほとんどの地域では、コアップガラナは定着しなかったが、コカ・コーラのボトラー設立が他の地域より遅れた北海道では定着したとされる。以来現在に至るまで特に北海道での地サイダーとして特産品的飲料となるほど受け入れられている。
近年入手できるガラス瓶容器は　昭和30年代に京都の舞妓の立ち姿からデザインされた瓶の復刻版。
クレイジーケンバンドの横山剣が愛飲しており、PVや楽曲によく使用されている。
従来はフランチャイズ制の下、販売地域が各企業によって限定されていたようだが、近年のインターネットの普及により形骸化し、小原・ホッピービバレッジによる寡占状態にあるといえる。

## 製造会社

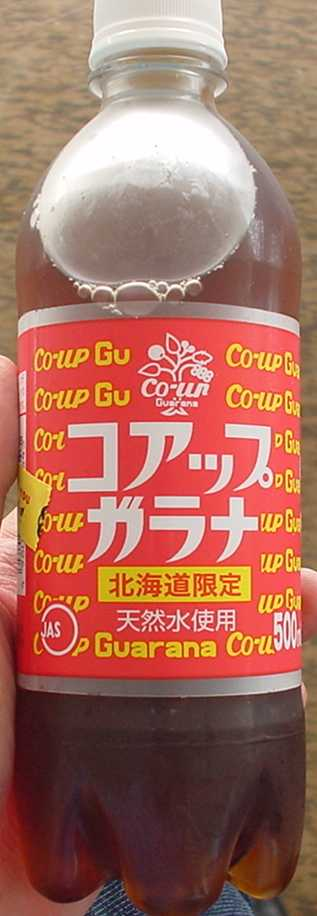
小原の製品
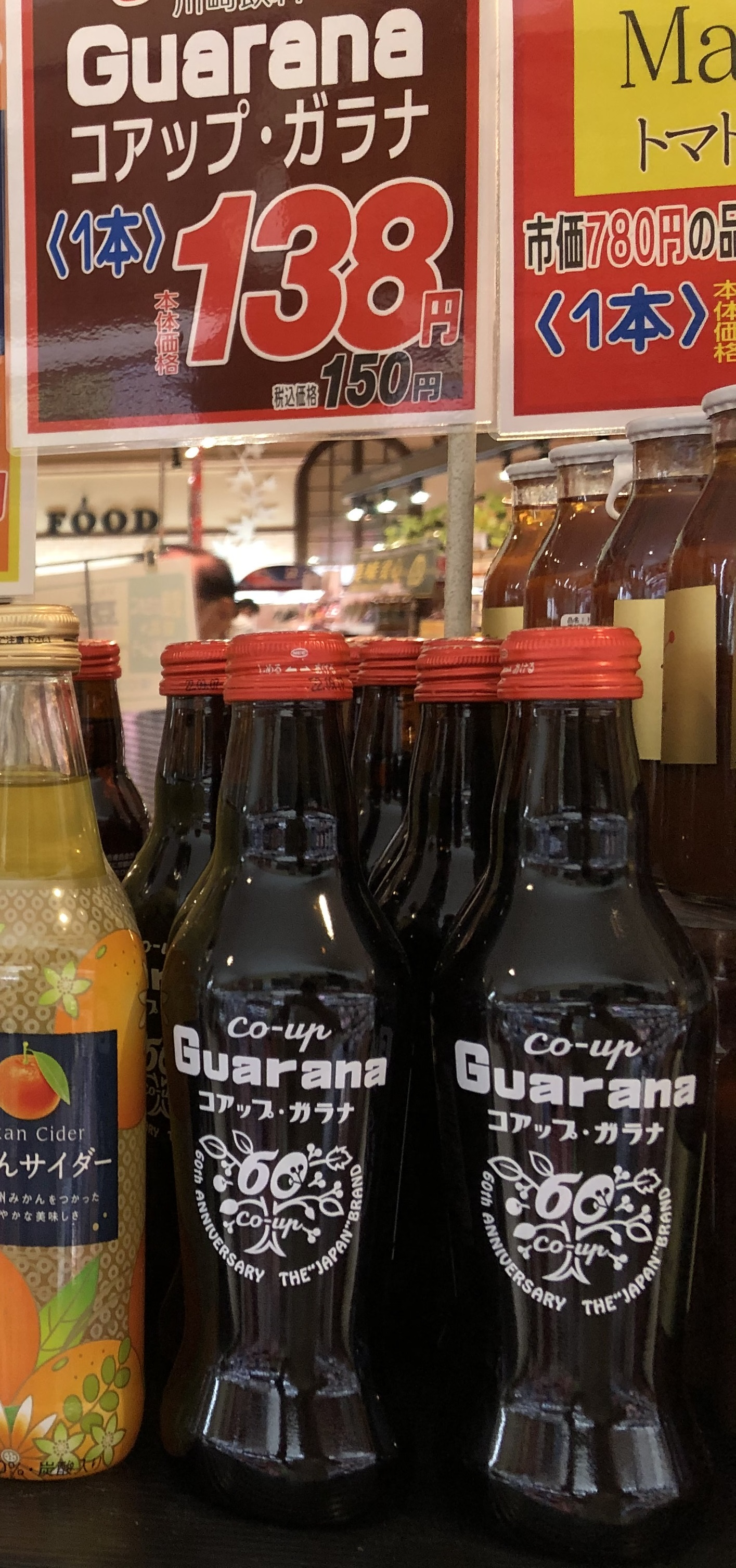
川崎飲料の製品

- 株式会社小原（北海道）
- 札幌飲料食品株式会社（北海道）
- 日東飲料株式会社（東京都）
- ホッピービバレッジ株式会社（東京都）
- 川崎飲料株式会社（神奈川県）
- 合資会社加藤仙助商店（神奈川県）
- 濱松食品産業株式会社（静岡県）
- カゴメ食品株式会社（愛知県）
- 石川飲料有限会社（愛知県）
- 筒川飲料株式会社（山口県）
- 九星飲料工業株式会社（福岡県）